# Claire Holt
Claire Holt (født 11. juni 1988) er en australsk skuespillerinde. Hun er bedst kendt for rollen som Emma Gilbert i tv-serien H2O: Just Add Water. Desuden har hun medvirket i Pretty Little Liars, The Vampire Diaries og The Orginals.
Hun har det sorte bælte i taekwondo, og desuden svømmer hun, spiller vandpolo, samt volleyball. Hun var ikke så vild med vand, da hun blev castet til rollen i H2O, men er blevet det siden.
Inden hun fik rollen i H2O, havde hun medvirket i en række reklamefilm. Efterfølgende har hun taget skuespillertimer i skolen, samt i form af privatundervisning, for at blive endnu bedre til faget.

## Filmografi
- H2O: Just Add Water (2006-2008)
- Messengers 2: The Scarecrow (2009)
- Mean Girls 2 (2011)
- Pretty Little Liars (2011)
- The Vampire Diaries som Rebekah (2011-)
- Blue Like Jazz (2012)
- The Orginals (Vampire Diaries Spin-off)